# 21 cm GrW 69
El 21 cm Granatenwerfer 69 (literalmente, "lanzagranadas") fue un mortero pesado utilizado por Alemania durante la Segunda Guerra Mundial. Esta arma también puede ser conocida como GR 19 y B 19 o por su apodo "Elefant".
El prototipo fue construido por Skoda como 22 cm sGrW B 14, pero fue rediseñado a 21 cm a pedido de OKH para usar municiones existentes. En posición de disparo, las ruedas descansaban en zapatas que descansaban sobre una vía de ferrocarril semicircular. La placa base estaba unida al soporte mediante una junta esférica para permitir el desplazamiento sin volver a colocar la placa base. La elevación se obtuvo mediante cremallera y piñón en las patas verticales. El mecanismo de disparo estaba integrado en el anillo de la recámara y era del tipo de tracción continua. Fue diseñado para ser remolcado como una unidad completa, la placa base montada sobre el tubo.
Disparaba una bomba ligera de 85 kilogramos y una pesada de 110 kilogramos.